# Циклобутарени

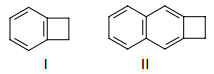
Приклади циклобутаренів: біцикло[4.2.0]окта-1,3,5-трієн (І), 1,2-дигідроциклобута[b]нафтален (ІІ)

Циклобутарени (англ. cyclobutarenes, рос. циклобутарены) — ароматичні сполуки з анельованим чотиричленним циклом. Їхня термодинамічна стабільність пов'язана з ароматичною системою, а кінетична реактивність — з напруженим циклобутеновим кільцем.